# Alzingen
Alzingen (lb. Alzeng) – wieś (Uertschaft) w południowym Luksemburgu, w kantonie Luksemburg, w gminie Hesperange. Do 3 października 2015 miejscowość leżała w dystrykcie Luksemburg. Liczy 2799 mieszkańców (1 stycznia 2023). Do 1823 samodzielna gmina.